# رندال ال. استفنسون
راندال ال. استفنسون، (به انگلیسی: Randall L. Stephenson) (زاده ۲۲ آوریل ۱۹۶۰) کارآفرین، بازرگان و مدیر ارشد اجرایی آمریکایی است، که در حال حاضر به‌عنوان مدیر عامل اجرایی و رئیس هیئت مدیره شرکت ای‌تی اند تی فعالیت می‌نماید.